# Sjoukje
Sjoukje is een Friese meisjesnaam . De naam is een tweestammige verkorting van Sieuwe. De betekenis is brenger van overwinning en vrede. De naam werd veel gebruikt in de eerste helft van de twintigste eeuw, maar nam af vanaf de zeventiger jaren. In 2016 werd de naam in Nederland nog maar drie keer gegeven. In 2014 werd de naam 3883 maal als eerste naam gedragen en 1560 keer als volgnaam. Varianten van de naam zijn Sieu, Sieuke, Sjeauke, Sjou en Sjouktsje. Mannelijke varianten zijn Sjouke, Sjouwe en Sjoukien.

## Bekende naamdragers
- Sjoukje Akkerman - Nederlands politica
- Sjoukje Bouma - eerste Nederlandse vrouwelijke schaatskampioen op de kortebaan
- Sjoukje Dijkstra - kunstrijdster
- Sjoukje Dufoer - Belgisch wielrenster
- Sjoukje Haasjes-van den Berg - Nederlands burgemeester
- Sjoukje Hooymaayer - actrice
- Sjoukje Bokma de Boer - schreef onder het pseudoniem Nienke van Hichtum
- Sjoukje Ultzen - Nederlands beeldhouwster
- Sjoukje Lucie van ’t Spijker - Nederlandse zangeres